# Мост Арпад
Мост Арпад или Árpád híd је мост у Будимпешти, Мађарска, који повезује северни Будим (Óbuda) и Пешту преко Дунава. 
До отварања моста Међери 2008. године, то је био најдужи мост у Мађарској, дужине око 2 км са деловима који воде до моста и 928 м без њих. Широк је 35.3 м са пешачким и бициклистичким стазама и трамвајском пругом. 
На будимском крају је Flórián tér, Szentlélek tér, (близу главног трга у Будиму, и Вазарели и Касак музеји). 
Острво Маргарет повезано је с мостом Арпад преко гранања отприлике на средини моста, а прелази и јужни врх острва Обуда (Óbudai-sziget), мада између њих нема пута, пешачке или било које друге везе.  
На пештанском крају, оближња станица метроа Линија 3 (север-југ) до 31. јануара 2020. године звала се „Арпад мост“ (Árpád híd). 

## Изградња и проширење

### Из историје
Раније је постојао мост на истом месту који су изградили Римљани, спајао је тврђаву и старо римско насеље Акуинцум. Почетком 19. века постојао је план да се направи нови мост под имену Арпад, јер је лева обала била јака индустријска зона, а десна је била густо насељена. Закон из 1908. године наредио је изгрању моста, али је то одложено због Првог светског рата. Тендер је расписан тек 1929. године а пројектовање је почело 1930.

### Првобитни мост
Изградња је започела 1939. по плановима Јаноша Косалке. Планирано је да буде назван "Арпад мост" по Великом принцу Арпаду, другом Великом принцу Мађара. 
Због Другог светског рата, мост је довршен тек након рата 1950. године. Због комунистичког режима који је тада владао Мађарском, мост је отворен као Стаљинов мост (мађарски: Sztálin híd). Завршним грађевинским радовима управљали су Кароли Сечи и Пал Саволи. 
Иако су стубови изграђени у садашњим димензијама, првобитни мост је садржавао само путну траку 2x1, железничке пруге (за трамваје, али до реконструкције Северног железничког моста шине су користили и теретни возови) са пешачким стазама. Овај мост је био  широк 13 м, 11 метара од овога су заузимале пут и шине, уз додатних по 1 м пешачке стазе са сваке стране. Данас су трамвајске пруге тамо где се налазио првобитни мост. 
Име мост Арпад је враћено 1958. године. 

### Проширење
Између 1980. и 1984. године опсежним радовима на обнови и проширењу додате су још две траке за аутомобиле, проширене су и пешачке стазе, модернизоване су трамвајске шине и изграђени надвожњаци за раскрснице и на источном (Пешта) и западном (Будим) крају моста Арпад. То је најсевернији јавни мост престонице и најдужи мост у Мађарској.